# Bundesautobahn 3

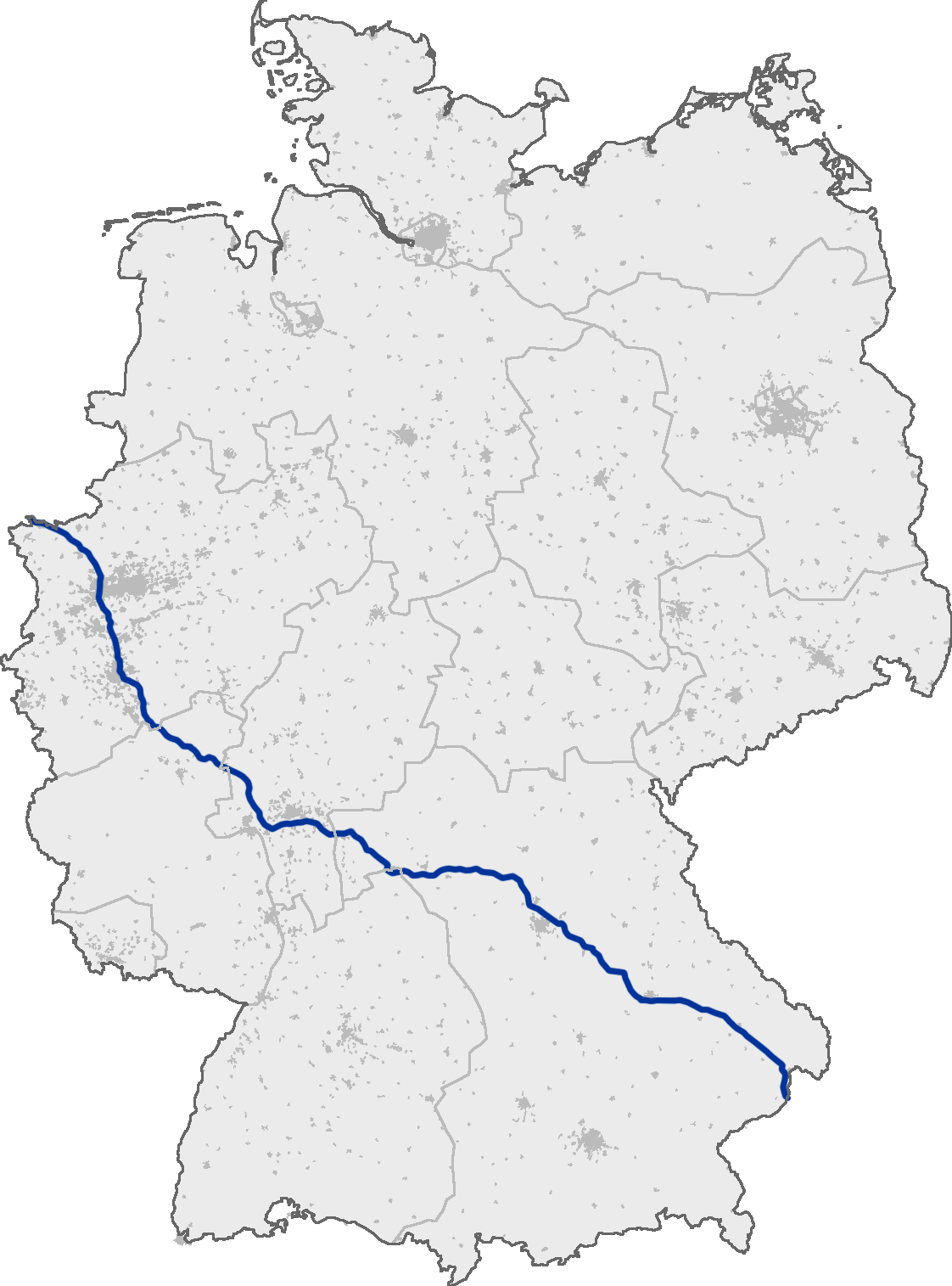
Mapa da localização da auto-estrada A 3 in D

Bundesautobahn 3 (em português: Auto-estrada Federal 3) ou A 3, é uma auto-estrada na Alemanha.
A Bundesautobahn 3 começa em Elten na fronteira com os Países Baixos como continuação da A 12 holandesa. Ela segue paralela ao rio Reno, pela região do Baixo Reno, pelo oeste da região do Ruhr (Oberhausen, Duisburg, Mülheim an der Ruhr, passa por Düsseldorf e perto de Köln, pela região do Reno-Meno, pelas regiões de Franken e do Alto Palatinado, pela cidade de Ratisbona, pela Baixa-Saxônia até Passau até se transformar na Innkreisautobahn (A8) na Alta Áustria. Ao todo a A 3 tem 778 km de comprimento.

## Estados

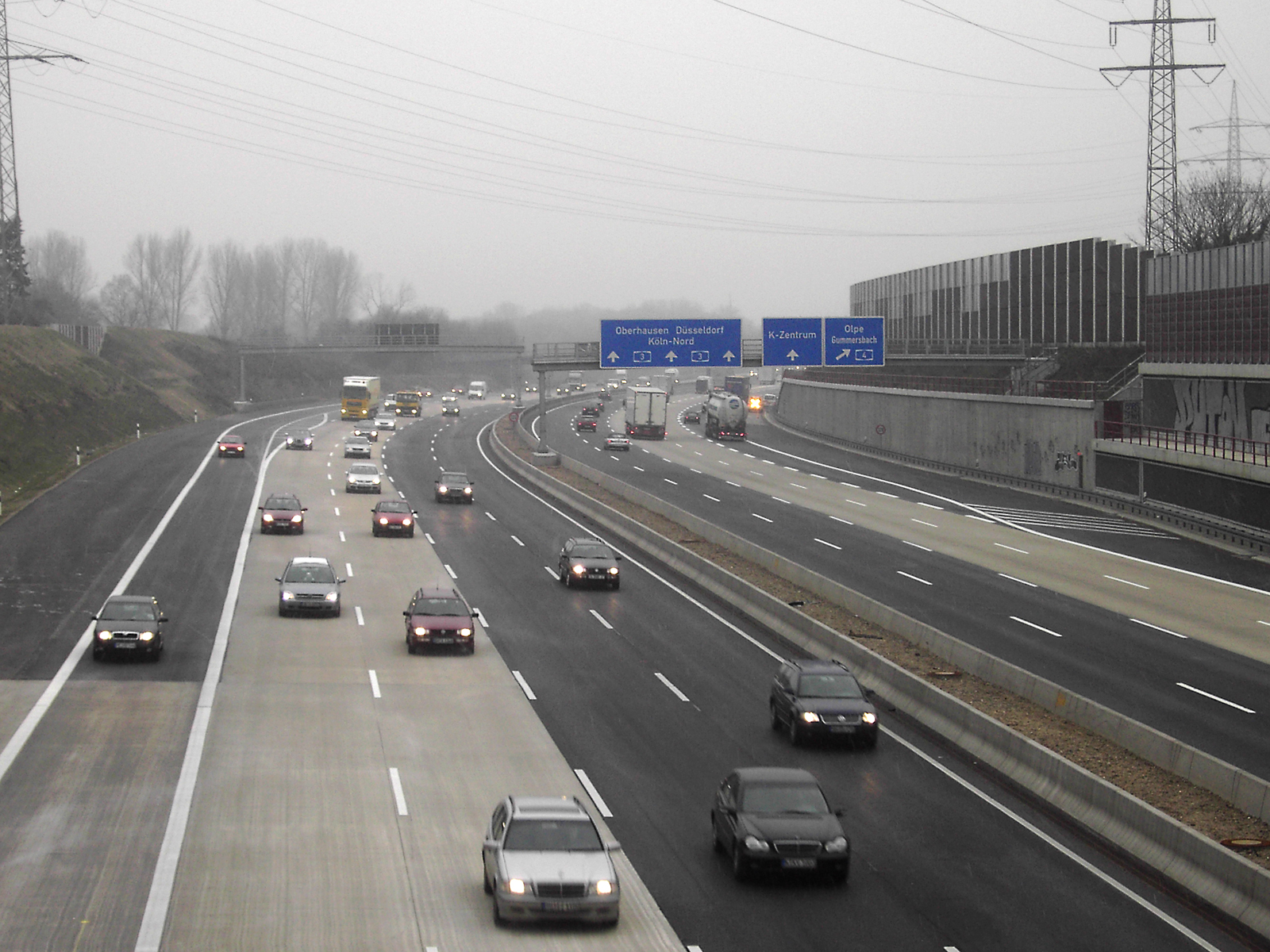
Bundesautobahn 3 - Cologne.

Estados percorridos por esta auto-estrada:
- Renânia do Norte-Vestfália
- Renânia-Palatinado
- Hessen
- Baviera
- Baden-Württemberg
- Baviera